# Salamanca (Nowy Jork)
Salamanca – miasto w Stanach Zjednoczonych, w stanie Nowy Jork, w hrabstwie Cattaraugus.